# Буковче
Буко̀вче е село в Сърбия, община Неготин. През 2022 година селото има 928 жители. Селото е разположено на 7 км от общинския център Неготин, на 7 км от границата с България и на 6 км от устието на река Тимок.

## География
Селото е разположено в историко-географската област Тимошко в Източна Сърбия, на левия бряг на река Ясеница, десен приток на Дунав. Буковче граничи с Дунав (580 м) и с Тимок (7 км). Устието на река Тимок е разположено в землището на Буковче. Районът има равнинно-хълмист релеф, зает предимно от земеделските земи. Гористи участъци има около река Тимок. На юг в непосредствена близост е разположено село Кобишница, като само улица „Хайдук Велкова“ ги разделя. На изток е границата с България посредством река Тимок. На североизток е кратката ивица с река Дунав. Устието на река Ясеница е разположено в семлището на село Радуевац. На север е землището на село Сърбово. Източно е разположен общинският център град Неготин. Надморската височина в селото е между 42 м около река Ясеница и 60 м в централната западна част на селото. Най-високата точка в землището е 67 м - Буковачко бърдо, разположено в северните части на землището в близост до село Сърбово, а най-ниската е 34 м около река Ясеница. Климатът е умерено континентален, с горещи лета, студени зими и сравнително равномерни валежи през годината. По-известните местности са: Стара Кобишница, Косиа гърла, Лесковац бърдо,  и др.

## Население
Село Буковче е изправено пред ясно изразени демографски предизвикателства. Населението му е намаляло с над 35% за последните две десетилетия – от 1442 души през 2002 г. до едва 928 през 2022 г. Тази тенденция е съпроводена от сериозно застаряване: близо 40% от жителите са на възраст над 65 години. Средната възраст е около 57 години, което надвишава националното средно равнище. Причините са типични за много села в Източна Сърбия – младежка миграция, ниска раждаемост и икономически трудности. Населението е смесено, с преобладаващи сърби и значителна общност от власи, както и представители на други етнически групи (румънци, цигани, македонци и българи). Според преброяването от 2022 г. в Буковче живеят 928 жители, което е с 208 по-малко от 2011 г., когато при преброяването има 1136 жители. Селището има 828 пълнолетни жители, а средната възраст на населението е 53,11 години (57,78 за мъжете и 54,35 за жените). Според преброяването от 2022 г. в селото има 404 домакинства, а средният брой членове на домакинство е 2,30, като според същото преброяване в селото има 1045 жилищни единици, от които 704 са обитаеми.
| Година | Жители |
| ------ | ------ |
| 1948   | 2676   |
| 1953   | 2765   |
| 1961   | 2702   |
| 1971   | 2677   |
| 1981   | 2658   |
| 1991   | 2399   |
| 2002   | 1442   |
| 2011   | 1442   |
| 2022   | 928    |

## История
Селището е споменато за първи път в турски преброявания през 1530 г. като по това време е имало 50 къщи, през 1586 г. е имало 16, докато под австрийската окупация през 1736 г. е имало общо 80 къщи. През 1846 г. има 298, а през 1924 г. 445 къщи.
През втората половина на XVIII век селото се премества вместността Селище поради турски гнет, а по-късно се връща на старото си място. Историческите записи сочат, че по време на австрийската окупация и двете селища, Буковче и Кобишница, са били пусти и само няколко години по-късно („Тимишварският банат“) са били заселени. Блатската „йеруния“, т.е. Кобишница и Буковче, е имала 63 къщи през 1723 г., като броят им почти се е утроил през 1736 г., което показва, че по това време е имало голям приток на имигранти. Въз основа на това най-старите семейства или са имигрирали през XVIII век, или са се завърнали от Румъния. Сегашното селище е разделено на Горен, Среден и Долен район. Антропогеографските и етноложките проучвания го класифицират като влашко селище.

## Икономика и земеползване
Буковче е разположено в плодородната Неготинска долина, част от винено-земеделския регион Тимочка крайна – район с благоприятен климат и почви за земеделски култури, овощия и лозя (особено характерния местен сорт Черна Тамянка). Земеделието е организирано предимно като семейни стопанства, малки по мащаб, подобно на по-голямата част от селата в района. Много семейства разчитат на приходи от работа в чужбина, главно в Германия и Австрия. Част от тях се връщат в региона, създавайки нови малки бизнеси в земеделието и туризма. Поради плодородните почви и благоприятния климат се откриват възможности за развитие на лозови и овощни култури, както и разширяване на поливното земеделие. Земеделската кооперация в Буковче е основана през 1901 г. От 1905 г. в селото съществува начално училище с четири класа. През учебната 2006/2007 година то има 54 ученици, днес е закрито, а учениците учат в съседното село Кобишница.

## Култура и традиции
Съборът на селото е на Гергьовден. Населението на Буковче е православно, при преброяването се е обявило за сръбско и се е занимавало предимно със земеделие и животновъдство. В селото се изпълнява местния ритуал Алиле, който е характерен за влашкото население в Сърбия. Провежда се през периода около Свети Теодор (Сън-Тоадер) – началото на Великия пост. Включва готвене на царевица и боб в големи казани пред домовете или в центъра на махалата – с цел да се запази селото от зли сили, змии, демони или вселенски беди. Храната се раздава на улицата или при извори като символичен обред за защита и благословия. „Ритуална риза срещу болести“ е смятана за обред срещу епидемии, за защита на бебета и дори войници. Преди няколко поколения жените от селото, най-често вдовици, са ушивали т.нар. „рицарска“ или „чума риза“ през нощта. Хората са я обличали или са носили части от нея при заминаване на фронта. В селото хората се определят по родове и честват своите празници по църковния календар. По-известни от тях са: Абраши, Антонещи, Фируловичи, Микуловичи, Първуйкичи, Кръстичи, Богдановичи, Поповичи, Табаковичи, Йонешкичи, Плотаджановичи, Радуевчани, Котец, Карини и др.

## Транспорт и инфраструктура
Буковче се намира в добре достъпен регион, благодарение на близостта до Държавен път 33 и паневропейски коридор E771. Макар че няма директна железница, асфалтовите връзки и общественият автобусен транспорт осигуряват функционална мобилност. Достъпно е по път, който го свързва с общинския център Неготин и с пограничния пункт при Брегово (България). В селото са изградени електрическо осветление от 1953 г., телефонни връзки от 1978 г., асфалтов път от 1976 г. и водоснабдяване от 1996 г. Като пограничен район около река Тимок има изградени няколко военни поста. Селото разполага с два хранителни магазина, сервиз за ремонт на автомобили и футболно игрище.

## Забележителности
Макар самото село да няма множество специфични забележителности, то се намира в ядро на богат културен и природен регион, където манастири, винени маршрути, музеи и природни забележителности се сближават и създават динамичен туристически ландшафт. В близост е Буковският манастир и устието на река Тимок. На старите гробища между Буковче и Кобишница има около 2000 каменни надгробни плочи от XVIII – XX век, типични за Източна Сърбия – кръстове, плочи, колони, богато декорирани и характрени за местното скулптурно изкуство.